# Enoš
Enoš ili Enos (hebrejski אֱנוֹשׁ) je lik iz Biblije, spomenut kao jedan od patrijarha prije potopa. Ime mu znači "čovjek".

## UBibliji
Enoš je bio sin Šeta, unuk Adama i Eve, te nećak Kajina i Abela. U Bibliji se o njemu kaže sljedeće:
"Šetu se rodi sin, komu on nadjene ime Enoš. Tada se počelo zazivati ime Jahvino."
"Kad je Šetu bilo sto i pet godina, rodi mu se Enoš."
"Kad je Enošu bilo devedeset godina, rodi mu se Kenan. Po rođenju Kenanovu Enoš je živio osam stotina i petnaest godina te mu se rodilo još sinova i kćeri. Enoš poživje u svemu devet stotina i pet godina. Potom umrije."
Enošev je unuk bio Mahalalel. 

## UKnjizi Jubileja
Prema Knjizi Jubileja, Enoš je rođen 235 godina nakon postanka svijeta, te je počeo zazivati ime Gospodnje. Bio je sin Šeta i njegove sestre Azure. Oženio je svoju sestru Noam, koja se ne spominje u Bibliji, te je s njom bio otac Kenana.

## U kršćanstvu
U Armenskoj pravoslavnoj Crkvi Enoš je slavljen kao Sveti praotac, zajedno sa svojim ocem i djedom, a spomendan mu je 30. srpnja. 